# Stanisław Grzmot-Skotnicki

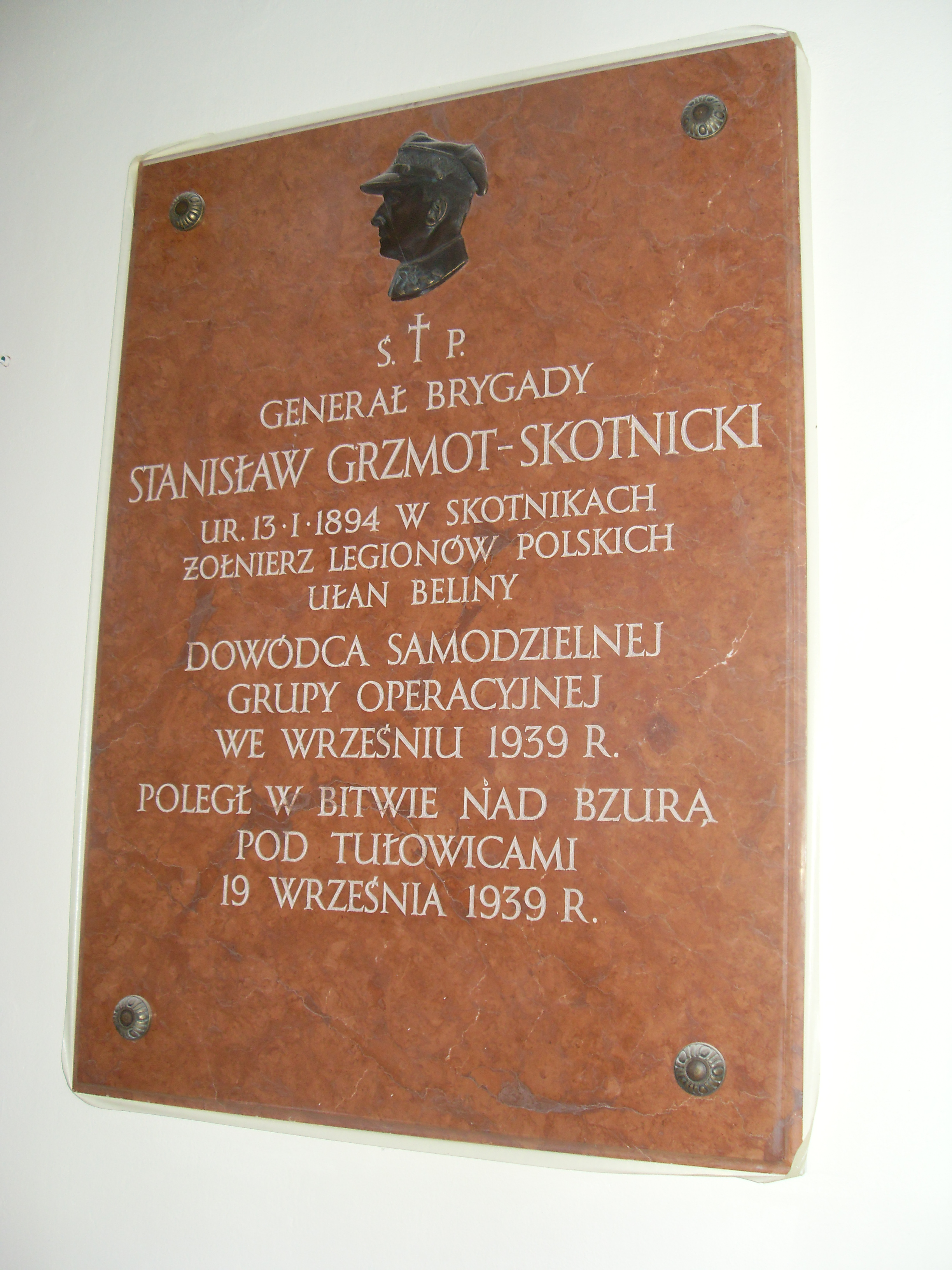
Plaque commémorative en hommage au général Stanisław Grzmot-Skotnicki à l'église de Brochów.

Stanisław Grzmot-Skotnicki du clan Bogoria, nom de guerre Grzmot (né le 13 janvier 1894 à Skotniki en Autriche-Hongrie, auj. Pologne - mort le 19 septembre 1939 à Tułowice près de Sochaczew) est un général de brigade polonais.

## Biographie

### Jeunesse
Il est le fils de Maksymilian du clan Bogoria et de Wanda Russocka du clan Zadora. Il est reçu au baccalauréat en 1912 à l'école de commerce de Radom. En 1913, il entreprend ses études à l'Académie de commerce de Saint-Gall en Suisse où il rejoint l'association des fusilliers (Związek Strzelecki) une organisation paramilitaire polonaise.
Il est marié avec Stefania Calvas.

### Première Guerre mondiale
Avant le déclenchement de la guerre, il est envoyé au cours d'officier à Cracovie. Après l'avoir fini, il part au front, la nuit du 2 au 3 août 1914, il passe la frontière entre l'Autriche-Hongrie et la Russie. Dans la journée du 3 août, il revient à Cracovie pour repartir trois jours plus tard avec la 1re compagnie. Le 9 octobre 1914 il est nommé sous-lieutenant et devient l'aide de camp  du colonel Władysław Belina-Prażmowski.
Il commande un peloton, puis un escadron au 1er régiment d'uhlans de la Légion polonaise. Après la crise du serment (en) de juillet 1917 (refus de prêter serment de loyauté au Guillaume II), il est interné à Szczypiorno et Beniaminów.

### Au service de la Pologne
Il est libéré le en octobre 1918 et rejoint l'Organisation Militaire Polonaise (Polska Organizacja Wojskowa). En novembre, il participe à la recréation de son régiment (qui deviendra par la suite le 1er Régiment de chevau-légers) avec lequel il prend part à la Guerre polono-ukrainienne.
À l'automne 1919, il est envoyé à l'École des officiers de cavalerie à Varsovie puis à l'École de cavalerie de Saumur.
En août 1920, il devient commandant de la VIIIe brigade de cavalerie avant de prendre la tête de la 2e division de cavalerie. Dans les années 1921-1924 il exerce la fonction d'instructeur en chef du Centre de formation de la cavalerie à Grudziądz. Le 1er juillet 1923, il est promu au grade de colonel. Dans les années 1924-1927, il commande le 15e régiment d'uhlans de Poznań.
Pendant le Coup d'État de mai 1926, il reste fidèle au gouvernement. Il a dû choisir entre son devoir de soldat et ses convictions personnelles. Il choisit le devoir et son régiment (dont l'étendard a été décoré de l'Ordre militaire de Virtuti Militari par le maréchal Piłsudski) et s'oppose au maréchal. Piłsudski apprécie la décision de Grzmot-Skotnicki dont la carrière continue sans perturbations.
En 1927, il prend le commandement de la 9e brigade indépendante de cavalerie. Le 24 décembre 1929, il est élevé au rang de général de brigade par le président de la République Ignacy Mościcki. Au printemps 1937, il se voit confier le commandement de la brigade de cavalerie de Poméranie.
Lorsque la Seconde Guerre mondiale éclate, il commande le groupe opérationnel Czersk faisant partie de l'Armia Pomorze. Il prend part à la bataille de la forêt de Tuchola puis à la bataille de la Bzura. Il est blessé le 18 septembre à Tułowice près de Sochaczew et meurt le lendemain.

## Promotions militaires
| sous-lieutenant    | 9 octobre 1914   |
| lieutenant         | 1er janvier 1915 |
| rotmistrz          | octobre 1918     |
| lieutenant-colonel | 1er juin 1919    |
| colonel            | 22 mai 1920      |
| général de brigade | 24 décembre 1929 |

## Décorations
- Croix d'or de l'ordre militaire de Virtuti Militari
- Croix d'argent de l'ordre militaire de Virtuti Militari (1921)[8]
- Croix de Commandeur de l'ordre Polonia Restituta (1931)[9]
- Croix de l'indépendance (1931)[10]
- Croix d'officier de l'ordre Polonia Restituta
- Croix de la Valeur (Krzyż Walecznych) - 4 fois
- Croix d'or du mérite (Złoty Krzyz Zasługi) - 2 fois (deuxième fois en 1937)[11])
- Médaille commémorative de la guerre 1918-1921
- Médaille du 10e anniversaire de l'indépendance
- Médaille de service de longue durée (Medal za Długoletnią Służbę)
- Ordre de la Croix de l'Aigle, classe II (Estonie)[12]
- Commandeur de la Légion d'honneur
- Chevalier de la Légion d'honneur

## Source de la traduction
- (pl) Cet article est partiellement ou en totalité issu de l’article de Wikipédia en polonais intitulé « Stanisław Grzmot-Skotnicki » (voir la liste des auteurs).